# La Joyeuse Compagnie (Leyster)
Pour les articles homonymes, voir La Joyeuse Compagnie.
La Joyeuse Compagnie est un tableau réalisé par la peintre néerlandaise Judith Leyster en 1630. De format vertical, cette peinture à l'huile exécutée sur un panneau de bois est une scène de genre qui représente un homme et une femme souriants assis à une table, lui à droite jouant du violon et elle à gauche le regardant faire, un pichet dans une main et un verre dans l'autre. Léguée par Basile de Schlichting en 1914, l'œuvre est conservée au musée du Louvre, à Paris, en France.